# Bataille de Stockach (1799)
Pour les articles homonymes, voir Bataille de Stockach.
Deuxième Coalition
Batailles
Guerre de la Deuxième Coalition
- St George's Caye (navale) (09-1798)
- Nicopolis (10-1798)
- Corfou (11-1798)
- Copenhague (navale) (04-1801)
- Algésiras (navale) (06-1801)

Campagne de Hollande
- Callantsoog (08-1799)
- Vlieter (08-1799)
- Zyp (09-1799)
- Bergen (09-1799)
- Alkmaar (10-1799)
- Castricum (10-1799)

Campagne de Suisse
- Ostrach (03-1799)
- Feldkirch (03-1799)
- 1re Stockach (03-1799)
- Frauenfeld (05-1799) (en)
- Winterthour (05-1799)
- 1re Zurich (06-1799)
- Schwytz (08-1799)
- Amsteg (08-1799) (en)
- Saint-Gothard (09-1799)
- 2e Zurich (09-1799)
- Linth (09-1799) (en)
- Muten (10-1799) (ru)
- Engen (05-1800)
- 2e Stockach (05-1800)
- Moesskirch (05-1800)
- Biberach (05-1800)
- Erbach (05-1800)
- Höchstädt (06-1800)
- Ampfing (12-1800)
- Hohenlinden (12-1800)

Campagne d'Égypte
- Malte 1 (06-1798)
- Malte 2 (06-1798)
- Alexandrie (07-1798)
- Chebreiss (07-1798)
- Pyramides (07-1798)
- 1re Aboukir (08-1798)
- Salheyeh (08-1798)
- Malte 3 (09-1798)
- Sédiman (10-1798)
- Caire (10-1798)
- Samanouth (01-1799)
- El Arish (02-1799)
- Syène (02-1799)
- Jaffa (03-1799)
- Saint-Jean-d'Acre (03-1799)
- Mont-Thabor (04-1799)
- 2e Aboukir (07-1799)
- Damiette (11-1799)
- Héliopolis (03-1800)
- 3e Aboukir (03-1801)
- Mandora (03-1801)
- Canope (03-1801)
- Fort Jullien (04-1801)
- Le Caire (06-1801) (en)
- Alexandrie (08-1801)

2e Campagne d'Italie
- Vérone (03-1799)
- Magnano (04-1799)
- Cassano (04-1799)
- Mantoue (04-1799)
- Bassignana (05-1799)
- 1re Marengo (05-1799) (en)
- Modène (06-1799) (en)
- Trebbia (06-1799)
- 2e Marengo (06-1799) (en)
- Novi 1 (08-1799)
- Rome (09-1799)
- Mannheim (09-1799) (en)
- Novi 2 (10-1799) (en)
- Genola (11-1799)
- Gênes (04-1800)
- Sassello (04-1800) (en)
- Fort Bard (05-1800)
- Verceil (05-1800)
- Turbigo (05-1800)
- Montebello (06-1800)
- 3e Marengo (06-1800)
- Pozzolo (12-1800)

La bataille de Stockach eut lieu le 25 mars 1799 pendant les guerres de la Deuxième Coalition, entre l'armée française commandée par Jean-Baptiste Jourdan et l'armée autrichienne commandée par l'archiduc Charles.
L'engagement personnel de l'archiduc Charles au gros du combat est déterminant et permet aux renforts autrichiens d'arriver. Les Français sont défaits et repoussés sur le Rhin.

## Contexte
Après les succès de Bonaparte dans la campagne d'Italie en 1797 et la signature du traité de Campo-Formio, qui met fin à la Première Coalition, la France repousse ses frontières sur la rive gauche du Rhin et occupe le nord de l'Italie. Seul le Royaume-Uni n'a pas baissé les armes et presse les anciens alliés à se liguer de nouveau. 
Le 24 fructidor an V (10 septembre 1797) s'ouvre le congrès de Rastadt, chargé de veiller à l'application du traité de Campo-Formio, où se manifeste le malaise de l'Autriche, particulièrement inquiète de voir la France à ses frontières et qui multiplie les contacts secrets en Allemagne et avec la Russie, tout en renforçant considérablement son armée. 353 000 hommes dont 58 000 cavaliers sont répartis en Italie, au Tyrol, en Allemagne et dans les États héréditaires de l'Empereur, qui peut en outre compter sur 20 000 soldats de Bavière et de Souabe et sur 30 000 soldats de Russie.
Pour financer la campagne d'Égypte et ainsi éloigner Bonaparte, le Directoire a désarmé les places fortes et appauvri tous les corps d'armée. Les arsenaux et les magasins sont vides. Le 6 vendémiaire an VII (27 septembre 1798), sur l'insistance de Jourdan, une levée de 200 000 conscrits a bien été votée, mais le Directoire n'a pas les moyens de les nourrir et de les équiper. La France ne compte alors pas 300 000 hommes sous les drapeaux. Cinq armées sont cependant formées : deux en Italie, deux en Allemagne, et une en Suisse. Les trois dernières, l'armée de Mayence, l'armée d'observation du Rhin et l'armée d'Helvétie, sont placées sous le commandement unique de Jourdan. 
Pendant ce temps, le congrès de Rastadt se poursuit officiellement. L'Autriche attend les renforts russes et la France accepte bien volontiers de gagner du temps. Le gouvernement français finit par demander des explications sur les mouvements de troupes. Le silence de Vienne est le prétexte à la rupture, le Directoire décide de l'offensive.
L'armée d'observation du Rhin, commandée par Bernadotte occupe Mannheim, marche sur Philippsburg et poursuit sa marche jusque dans la vallée du Necker. Le 1er mars, l'armée de Mayence - rebaptisée armée du Danube - franchi le Rhin, l'armée d'Helvétie doit la renforcer. L'archiduc Charles se hâte alors de rassembler ses troupes et d'avancer vers la Souabe pour empêcher la réunion de ces deux dernières.

## Forces en présence

### Armée française
Armée du Danube
L'armée du Danube est sous le commandement du général Jean-Baptiste Jourdan, secondé par les généraux Ernouf, de Marescot et Fabre de la Martillière.
Avant-garde
L'avant-garde est sous les ordres du général François Joseph Lefebvre, secondé par les généraux Drouet et Fontaine.
- 1re brigade sous le commandement des généraux Soult, Mortier et de La Val
  - 25e demi-brigade légère de deuxième formation (3 bataillons)
  - 53e demi-brigade de deuxième formation (3 bataillons)
  - 67e demi-brigade de deuxième formation (3 bataillons)
- 2e brigade sous le commandement du général Klein
  - 17e régiment de dragons
  - 1er régiment de chasseurs à cheval
  - 4e régiment de hussards (4 escadrons)
  - 5e régiment de hussards (4 escadrons)
  - 2 batteries d'artillerie à pied
  - 1 batterie d'artillerie à cheval
  - 3e bataillon de sapeurs (7e compagnie)

1re division
La 1re division est sous les ordres des généraux Ferino et Laboissière
- Brigade de gauche sous le commandement du général Jacopin
  - 102e demi-brigade de deuxième formation (3 bataillons)
  - 6e régiment de chasseurs à cheval (4 escadrons)
- Brigade de droite sous le commandement du général Tharreau
  - 10e demi-brigade légère de deuxième formation (3 bataillons)
  - 46e demi-brigade de deuxième formation (3 bataillons)
  - 11e régiment de dragons (4 escadrons)
  - 3 batteries d'artillerie à pied
  - 1 batterie d'artillerie à cheval
  - 3e bataillon de sapeurs

2e division
La 2e division est sous les ordres du général Souham
- Brigade de gauche sous le commandement du général Goullus
  - 83e demi-brigade de deuxième formation (3 bataillons)
  - 7e demi-brigade de deuxième formation (2 bataillons)
  - 6e régiment de dragons (4 escadrons)
- Brigade de droite sous le commandement du général Decaen
  - 2e demi-brigade légère de deuxième formation (3 bataillons)
  - 1er régiment de dragons (4 escadrons)
  - 2e régiment d'artillerie à pied (15e compagnie)
  - 7e régiment d'artillerie à cheval (13e compagnie)

3e division
La 3e division est sous les ordres du général Gouvion Saint-Cyr
- 1re brigade sous le commandement du général Walther
  - 108e demi-brigade de deuxième formation (3 bataillons)
  - 2e régiment de dragons
- 2e brigade sous le commandement du général Legrand
  - 11e demi-brigade légère de deuxième formation (2 bataillons)
  - 1re demi-brigade de deuxième formation (2 bataillons)
  - 8e régiment de chasseurs à cheval (4 escadrons)
  - 10e régiment de chasseurs à cheval (4 escadrons)
  - 2 batteries d'artillerie à pied
  - 1 batterie d'artillerie à cheval

Réserve de cavalerie
La réserve de cavalerie est sous les ordres du général Hautpoul
- 1er régiment de carabiniers
- 2e régiment de carabiniers
- 4e régiment de cavalerie
- 6e régiment de cavalerie
- 7e régiment de cavalerie
- 8e régiment de cavalerie
- 23e régiment de cavalerie
- 25e régiment de cavalerie
  - 3e régiment d'artillerie à pied (2e et 3e compagnie)
  - 6e régiment d'artillerie à cheval (5e compagnie)
  - 7e régiment d'artillerie à cheval (2e compagnie)
  - 3e bataillon de sapeurs

Corps détaché
Le corps détaché est sous les ordres du général Vandamme
- - 1re demi-brigade légère de deuxième formation (2 bataillons)
  - 8e demi-brigade légère de deuxième formation (3 bataillons)
  - 50e demi-brigade de deuxième formation (3 bataillons)
  - 1 escadrons de dragons
  - 1 batterie d'artillerie à pied
  - 8e ou 10e régiment de chasseurs à cheval (1 escadron)

## Sources
- Histoire critique et militaire des guerres de la Révolution, Par le lieutenant général Jomini, aide de camp général de sa majesté l'empereur de Russie - 1840.
- Précis des événemens militaires ou, essais historiques sur les campagnes de 1799 à 1814 - Par Monsieur le comte Mathieu Dumas, lieutenant général des armées du roi - 1814.
- Mémoires de Masséna rédigés d'après les documents qu'il a laissés et sur ceux du dépôt de la guerre et du dépôt des fortifications - Par le général Koch - 1849.